# Mihael Gunzek
Mihael Gunzek, slovenski klarinetist in  univerzitetni učitelj, * 17. april 1919, Trbovlje, † † 5. december 2009, Ljubljana.
Gunzek je kot profesor na Akademiji za glasbo v Ljubljani vzgojil številne generacije klarinetistov. Med letoma 1976 in 1979 je bil tudi dekan te ustanove. Rojen v Trbovljah je svoj pečat pustil na Glasbeni šoli Trbovlje, kjer je ravnateljeval med letoma 1963 in 1966, prav tako pa tudi kot dirigent Delavske godbe Trbovlje od leta 1963 do 1989. Za svoje delo je prejel številne nagrade, med drugimi  nagrado Prešernovega sklada (1965), Zlati častni znak Zveze slovenskih godb, Bettetovo nagrado in državno odlikovanje (SFRJ) Red dela z zlatim vencem. Leta 1995 je bil imenovan za zaslužnega profesorja Univerze v Ljubljani.